# Myiophasia
Myiophasia is een vliegengeslacht uit de familie van de sluipvliegen (Tachinidae).

## Soorten
- M. clistoides (Townsend, 1891)
- M. globosa (Townsend, 1892)
- M. harpi Reinhard, 1974
- M. lasia Reinhard, 1959
- M. mesensis (Townsend, 1915)
- M. metallica (Townsend, 1891)
- M. morinioides (Townsend, 1919)
- M. neomexicana (Townsend, 1915)
- M. nigrifrons (Townsend, 1892)
- M. oregonensis Townsend, 1915
- M. robusta Coquillett, 1897
- M. ruficornis (Townsend, 1892)
- M. setigera Townsend, 1908
- M. sigilla Reinhard, 1959